# ISO 15118

Logo Plug and Charge (2022)

La norme ISO 15118 Véhicules routiers -- Interface de communication véhicule-réseau est une norme internationale définissant une interface de communication véhicule-réseau (V2G) pour la charge/décharge bidirectionnelle des véhicules électriques. La norme fournit de multiples cas d'utilisation tels que la communication sécurisée, la charge intelligente et la fonction Plug & Charge, utilisée par certains réseaux de véhicules électriques.

## Aperçu
L'ISO 15118 fait partie du groupe de normes de la Commission électrotechnique internationale (CEI) pour les véhicules routiers électriques et les chariots industriels électriques, et relève de la responsabilité du groupe de travail conjoint 1 (JWG1 V2G) du comité technique 69 de la CEI (TC69) ainsi que du sous-comité 31 (SC31) du comité technique 22 (TC22) de l'Organisation internationale de normalisation (ISO) sur les véhicules routiers.
L'ISO et l'IEC commencent à travailler ensemble sur la norme en 2010, et une section Plug & Charge est publiée en 2014. Aucun constructeur automobile n’a mis en œuvre de manière productive la norme en 2018.

## Plug & Charge
La fonction Plug & Charge, pratique et sécurisée, envisagée avec la norme ISO 15118, permet à un véhicule électrique de s'identifier automatiquement et de s'autoriser à accéder à une borne de recharge compatible, pour recevoir de l'énergie pour recharger sa batterie. La seule action requise par le conducteur est de brancher le câble de charge sur le véhicule électrique et/ou la borne de recharge, car la voiture et le chargeur s'identifient l'un à l'autre en échangeant des certificats qui ont été fournis au préalable via un pool de certificats pour faciliter le paiement. La norme proposée peut être utilisée à la fois pour la recharge filaire (charge CA et CC) et sans fil des véhicules électriques.
Certaines voitures électriques prennent en charge la norme Plug & Charge, notamment la Porsche Taycan modèle 2021, la Mercedes-Benz EQS, la Lucid Air et la Ford Mustang Mach-E. Les modèles de l'année 2024 incluent les BMW i4, i5, i7, iX et Hyundai Ioniq 6.
D'autres véhicules électriques pourraient éventuellement être mis à jour pour prendre en charge la norme, notamment la Volkswagen ID.4. Certaines voitures ont besoin de mises à jour matérielles.
Tous les véhicules Tesla depuis 2012 (avant la publication de la norme ISO 15118-2 en 2014) disposent d'une version propriétaire de Plug & Charge,. D'autres solutions propriétaires existent, comme celles développées par Paua,.
Outre Tesla, il existe des alternatives à Plug & Charge, notamment « AutoCharge » basé sur la norme DIN Spec 70121 (Combined Charging System - CCS), utilisant l'adresse MAC fixe de la voiture, qui n'est pas un mécanisme sécurisé. Cependant, les voitures de sociétés comme le groupe Volkswagen n'ont pas d'adresse MAC fixe et ne peuvent pas utiliser AutoCharge.

## Documents standards
La norme ISO 15118 comprend les parties suivantes, détaillées dans des documents normatifs distincts :
- ISO 15118-1 : Informations générales et définition des cas d'utilisation[1]
- ISO 15118-2 : Exigences relatives aux protocoles de réseau et d'application[17]
- ISO 15118-3 : Exigences relatives à la couche physique et à la couche liaison de données[18]
- ISO 15118-4 : Test de conformité des protocoles de réseau et d'application[17]
- ISO 15118-5 : Test de conformité des couches physique et de liaison de données[19]
- ISO/DIS 15118-6 : Informations générales et définition des cas d'utilisation pour les communications sans fil (hors service, fusionnée avec la 2e édition de l'ISO 15118-1)[20]
- ISO/CD 15118-7 : Exigences relatives aux protocoles de réseau et d'application pour les communications sans fil (hors service, déplacé vers ISO/DIS 15118–20)[20]
- ISO 15118-8 : Exigences relatives à la couche physique et à la couche liaison de données pour les communications sans fil[21]
- ISO 15118-10 : Exigences relatives à la couche physique et à la couche liaison de données pour Ethernet à paire unique[22]
- ISO 15118-20 : Exigences relatives aux protocoles d'application et aux réseaux de 2ème génération[23]

## Utilisation de la norme ISO 15118 dans les véhicules utilitaires lourds
La norme ISO 15118 est également utilisée comme protocole de communication pour la charge des véhicules lourds comme :
- Véhicules à guidage automatique portuaires[24]
- Transports en commun[25]